# Jonava

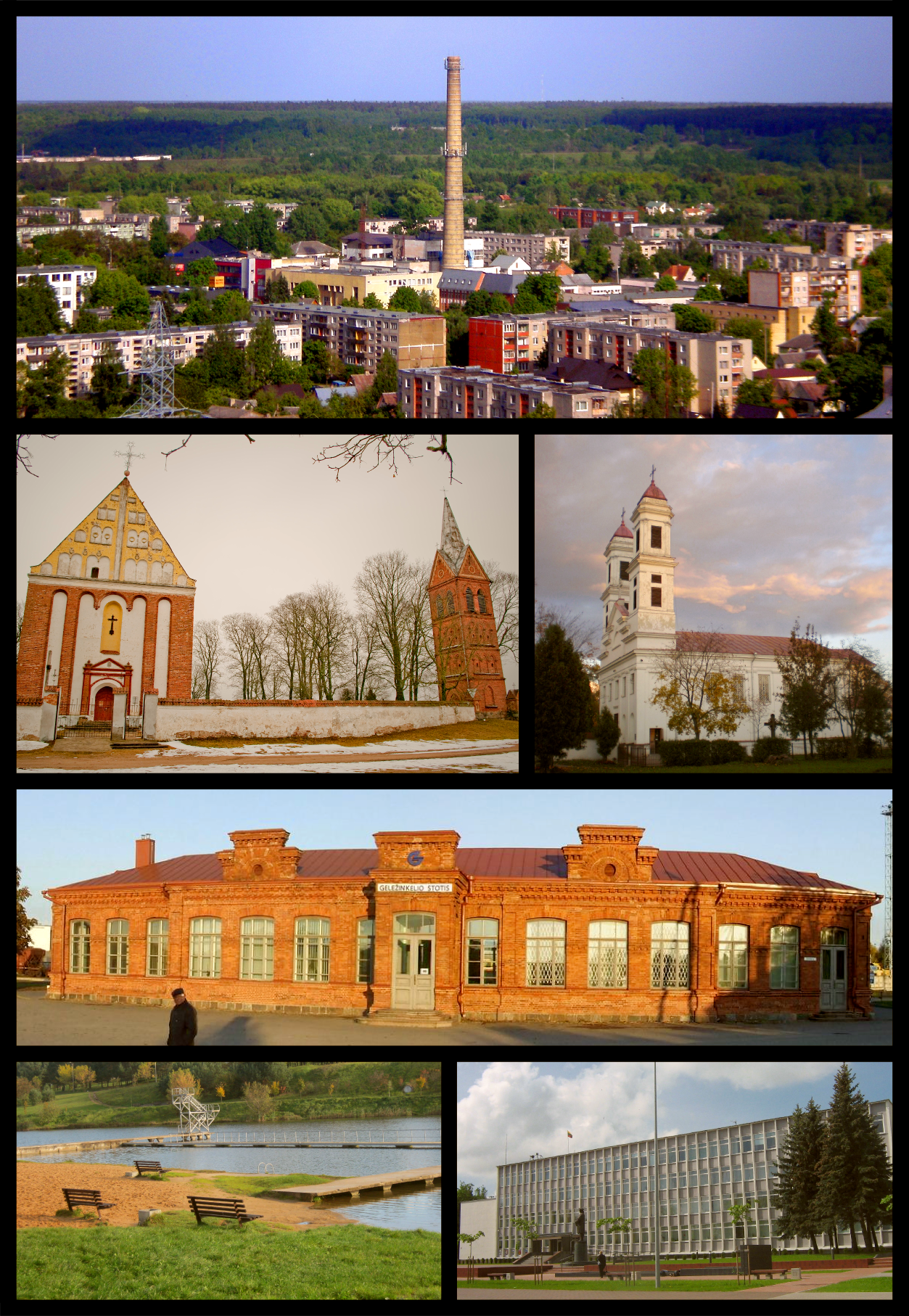
Tổng hợp các hình ảnh khác nhau của Jonava, Litva

Jonava là một thành phố Litva. Thành phố thuộc hạt Kaunas, khu tự quản thành phố Jonava. Đây là thành phố lớn thứ 9 quốc gia này. Thành phố Jonava có dân số 34.954 người (theo điều tra dân số năm 2008, so với 34.446 người năm 2001), diện tích km2. Thành phố được lập năm 1864.